# Оноре, Филипп
Филипп Оноре́ (фр. Philippe Honoré; 25 ноября 1941, Виши — 7 января 2015, Париж) — французский карикатурист, мультипликатор. Сотрудник парижского сатирического журнала Charlie Hebdo.

## Биография
Стал известен в 16 летнем возрасте благодаря публикациям своих работ в ежедневнике Sud Ouest. Долгое время работал в газете карикатур, сотрудничая с десятками различных изданий. Одновременно работал над обложками книг в числе которых Petits Classiques Larousse.
С 1992 года сотрудник парижского сатирического журнала Charlie Hebdo.

### Гибель
7 января 2015 года в 9:28 по местному времени, за два часа до нападения опубликовал на официальном Twitter журнала Charlie Hebdo карикатуру на лидера ИГИЛ — Абу Бакр аль-Багдади, который выражает всем свои наилучшие пожелания в 2015 году: «С наилучшими пожеланиями, кстати, и здоровье превыше всего».
Был убит в результате стрельбы в парижской штаб-квартире Charlie Hebdo 7 января 2015 года.

## Работы

### Иллюстрации
- 1984 : Josette Larchier-Boulanger, Les Hommes du nucléaire, Париж.
- 1989 : Jean-Jérome Bertolus, Philippe Eliakim, Éric Walther, Guide SVP de vos intérêts : Argent, consommation, famille, vie pratique, Париж.
- 1990 : Laurie Laufer, Le Paquet volé : une histoire de saute-ruisseau, Париж.
- 1991 : Jean-Pierre de Monza, Guide SVP de vos intérêts : 2000 réponses utiles à vos problèmes, famille, argent…,Париж.
- 1994 : Brigitte de Gastines, Jean Pierre de Monza, Guide SVP des particuliers : 2000 réponses indispensables, vie pratique, placements, loisirs, démarches…, Париж.
- 2002 : Alexandre Vialatte, Bestiaire, Париж.
- 2007 : Antonio Fischetti, La Symphonie animale : comment les bêtes utilisent le son, Париж.
- 2009: Le Petit Larousse illustré 2010, Париж.
- 2012 : Will Cuppy, Comment attirer le wombat, Париж.

### Графические альбомы
- 1985 : Honoré, Париж.
- Коллекции головоломок, опубликованных в Lire, Париж.
  - 2001 : Cent rébus littéraires avec leurs questions-devinettes et leurs solutions
  - 2003 : Vingt-cinq rébus littéraires en cartes postales
  - 2006 : Cent nouveaux rébus littéraires avec leurs questions-devinettes et leurs solutions
- 2011 : Je hais les petites phrases

### Графические романы
- 1995 : Ouvert le jour et la nuit, Париж.